# Шерембей Дмитро Олегович
Дмитро Олегович Шерембей (21 лютого 1977, Чернігів) — громадський діяч, правозахисник. Голова Координаційної ради БО «100% життя», заступник голови Національної ради з питань протидії туберкульозу та ВІЛ-інфекції/СНІДу. Співзасновник та член команди БФ «Пацієнти України» (до 2014 — ЮКАБ, UCAB).
2015 році — член Ради громадського контролю НАБУ першого скликання.
З 2012 року — консультант та тренер з питань адвокації та доступу до лікування.
2010—2014 роки — член Координаційної ради з питань розвитку громадянського суспільства при Президентові України.

## Життєпис
В підлітковому віці був наркоманом, юнацькі роки провів за ґратами. Останнє ув'язнення тривало 3,5 роки, на той час Дмитру виповнився 21 рік, займався розвитком християнського руху у в'язниці. Облаштовував молитовні кімнати.
На початку 2000-х потрапив до Чернігівської лікарні й дізнався про своє інфікування туберкульозом, гепатитом C і ВІЛом. Був одним із сотні перших людей в Україні, які почали приймати антиретровірусні препарати.

## Діяльність

### Захист прав пацієнтів клінікиІнституту епідеміології та інфекційних хвороб НАМН України(2010)
З 2010 тривав конфлікт між керівництвом Києво-Печерського монастиря (належить УПЦ МП), органами Державної влади та пацієнтами клініки. Суперечка сталась щодо приміщення унікального медичного закладу.
Клініка мала змініти місце розташування, виїхавши з історичної будівлі до інших приміщення на околиці міста, рішення про виселення прийняли урядовці та керівництво Національної академії медичних наук України. Намісник монастиря архієрей Павло з УПЦ МП проявляв зацікавленість у суперечці та вороже ставився до лікарні.
Щоразу під час загострення конфлікту пацієнти з організаціями 100 % життя та Пацієнти України проводили акції протесту під Кабміном. 2013 року протистояння завершились підписанням Меморандуму між сторонами та частковим задоволенням вимог пацієнтів. В лютому 2014 року звільнився з посади Президент Національної академії медичних наук України Андрій Сердюк.
Станом на серпень 2015 функціонування клініки на новому місці все ще незадовільне, новому Урядові запропоновано скасувати попереднє рішення і повернути Інституту ім. Громашевського будівлю за адресою: вулиця Лаврська, 23.

### Розробка центрального компоненту електронної системи охорони здоров'я eHealth (2016)
Електронна система охорони здоров'я eHealth — інформаційно-телекомунікаційна система, що забезпечує автоматизацію ведення обліку медичних послуг та управління медичною інформацією в електронному вигляді, до складу якої входять центральна база даних та медичні інформаційні системи, між якими забезпечено автоматичний обмін даними через відкритий програмний інтерфейс (АРІ).
Функціонування системи забезпечується Національною службою здоров'я України. Упровадження проєкту стало можливим завдяки підтримці Глобального фонду з боротьби зі СНІДом, туберкульозом і малярією, проєкту USAID «HIV Reform in Action», який здійснюється Deloitte (США).
У березні 2017 року МОЗ України , БО «100% Життя», ГО Transparency International, та Державне агентство з питань електронного урядування підписали Меморандум, у якому йшлося про спільну розробку системи eHealth.
Transparency International відповідала за розробку та тестування елементів системи та технічну підтримку, водночас 100% Життя стала фінансовим хабом проєкту: управління ресурсами, співпраця з донорами, пацієнтський та аудиторський контроль.
У вересні 2017 року система почала працювати у тестовому режимі.  У лютому 2018 року після завершення розробки MVP (мінімального життєздатного продукту) 100 % Життя та Transparency International передали систему eHealth Міністерству охорони здоров'я України. У травні 2018 було створене Державне підприємство «Електронне здоров'я» для адміністрування системи eHealth.
У жовтні 2018 року Європейські експерти з ОЕСР визнали українську модель eHealth однією з найперспективніших у світі як систему, що допомагає пацієнтам отримувати, а лікарям — надавати якісні медичні послуги, та ключову антикорупційну ініціативу і країні.
Станом на 11 січня 2020 року до системи eHealth підключено 1 709 медичних закладів, 25 195 лікарів, 29 160 559 пацієнтів, 1 291 аптечний заклад, 13 688 фармацевтів.

### Проєкт HealthLink «Прискорення зусиль з протидії ВІЛ/СНІДу в Україні»(2017)
Проєкт HealthLink «Прискорення зусиль з протидії ВІЛ/СНІДу в Україні» стартував з жовтня 2017 року. Всі зусилля проєкту зосереджено на прискоренні процесу подолання епідемії ВІЛ-інфекції в Україні через можливість швидко і безпечно пройти тест на ВІЛ та почати лікування. Проєкт впроваджується МБФ «Альянс громадського здоров'я» [Архівовано 16 січня 2020 у Wayback Machine.] в партнерстві з БО «100% життя» за фінансової підтримки Агентства США з міжнародного розвитку (USAID).
HealthLink є одним із елементів медичної реформи, запускає нову модель допомоги пацієнтам, змінюючи при цьому роль самих лікарів в боротьбі з епідемією ВІЛ в Україні. Тепер через сімейних лікарів та лікарів стаціонарних лікарень можна буде отримати послугу тестування на наявність ВІЛ швидкими тестами. Тепер лікарі, збираючи анамнез пацієнта, даватимуть рекомендації пройти тестування на ВІЛ. У лікарні будуть доступні швидкі тести (тестування займає 15-20 хвилин). Одразу після тестування  соціальний працівник та/або кейс-менеджер зможе надати консультацію.

### Медичний центр «100% Життя» (2018)
Медичні центри «100% життя» надають послуги всім пацієнтам. Плюс спеціалізуються у наданні послуг представникам спільноти людей, які живуть з ВІЛ, представникам груп ризику. Модель роботи закладів будується на толерантному ставленні до пацієнтів, конфіденційності, ефективному та безпечному лікуванні. Пілотний центр було відкрито у Полтаві, 2016 рік. А вже 18 травня 2018 року перший Медичний центр «100% життя» відкрито у Києві.

## Нагороди
- 2017 року — людина року за версією журналу Новое время.[16]
- У 2011 році — відзначений найвищою нагородою на Європейській конференції зі СНІДу за неоціненний вклад у боротьбу з епідемією, мужність та наполегливість у відстоюванні інтересів ВІЛ-позитивних людей в Україні перед державою.